# U-419
Unterseeboot 419 foi um submarino alemão do Tipo VIIC, pertencente a Kriegsmarine que atuou durante a Segunda Guerra Mundial.

## Comandantes
| Comandante                | Data                                          |
| ------------------------- | --------------------------------------------- |
| Oblt.Dietrich Giersberg]] | 18 de novembro de 1942 - 8 de outubro de 1943 |

## Subordinação
Durante o seu tempo de serviço, esteve subordinado às seguintes flotilhas:
| Período                                      | Flotilha                                   |
| -------------------------------------------- | ------------------------------------------ |
| 18 de novembro de 1942 - 31 de julho de 1943 | 8. Unterseebootsflottille (treinamento)    |
| 1 de agosto de 1943 - 8 de outubro de 1943   | 11. Unterseebootsflottille (serviço ativo) |

## Operações conjuntas de ataque
O U-419 participou das seguinte operações de ataque combinado durante a sua carreira:
- Rudeltaktik Rossbach (24 de setembro de 1943 - 8 de outubro de 1943)